# 碓氷バイパス
碓氷バイパス（うすいバイパス）は、国道18号の群馬・長野県境にある全長17キロメートル (km) のバイパス道路である。群馬県安中市松井田町横川で現道と分岐し、長野県北佐久郡軽井沢町で軽井沢バイパスと接続する。

## 概要
- 起点 : 群馬県安中市松井田町横川
- 終点 : 長野県北佐久郡軽井沢町長倉字大小丸
- 全長 : 17.3 km
- 道路規格 : 2種山地
- 設計速度 : 50 km/h（最高速度：50 km/h制限）
- 最小半径 : 60 m
- 最急勾配 : 8 %[1]
- 車線数 : 2車線

日本道路公団によって建設され、現在は国土交通省関東地方整備局高崎河川国道事務所が管理している。
名称に「碓氷」と付いているものの、長野県と群馬県の県境で本道が通るのは碓氷峠ではなく、標高1,030メートルの入山峠である。
カーブは全部で45箇所。碓氷峠経由の現道（中山道）に比べ道路条件は大幅に緩和されているものの、坂下に当たる横川から峠まで、ヘアピンカーブと片勾配の急坂が長く続く道路である。
全区間最高速度50 km/h制限、追越しのための右側部分はみ出し通行禁止、駐停車禁止で、さらに急カーブが連続する群馬県側の急勾配区間は転回禁止になっている。
上下線ともに登り区間には登坂車線が完備され、待避所やチェーン着脱所を数カ所設けているほか、下り坂区間にはブレーキ故障車用の緊急待避所も数カ所設けられている。
トンネルは、起点付近に「霧積隧道」があるのみ(同トンネルの上部を碓氷峠経由の現道が通っている)。トンネルを抜けて碓氷川を渡ると群馬県道92号松井田軽井沢線が合流し、ここから約2.5 kmほどは同県道との重複区間である。
信号機は、終点である南軽井沢交差点のみであるが、夏季の観光シーズンを中心に同交差点付近は渋滞する場合がある。
かつての料金所跡は、現在は高崎河川国道事務所の軽井沢除雪ステーション及びトイレ完備のチェーン着脱所となっている。
本道について、神奈川県のあるバス会社の社長は「カーブが多く、（冬は）路面が凍結している恐れもあり、慣れない運転手には怖い道で、自分の会社では高速道路（上信越自動車道）を使い、このルートは通っていない」と語っている。

## 沿革

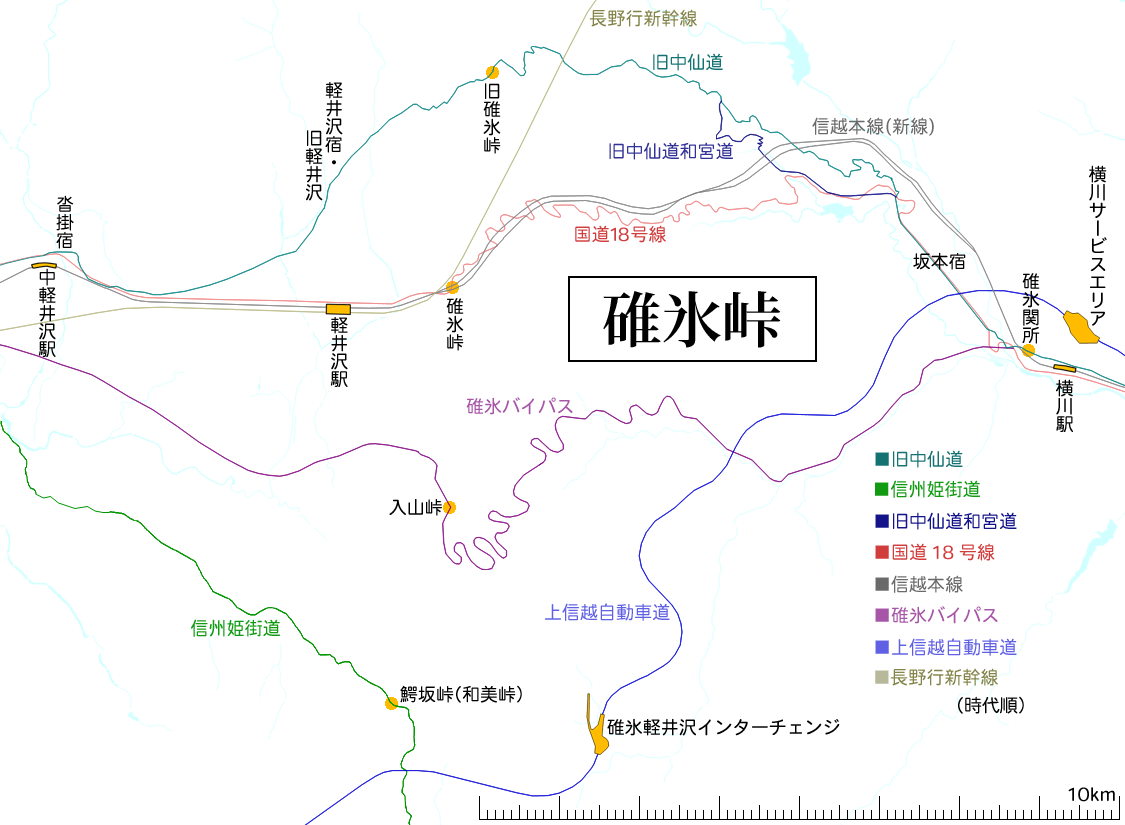
碓氷峠の交通網

碓氷峠を越える現道は1930年代に舗装されるなど早くから整備が進められていたが、184箇所ものカーブがある難所で、自動車交通の発達に伴い、交通量が限界に近づいたため、太平洋戦争後に至って新たにバイパスを建設することになった。
数年間に亘るルート検討の結果、現道より大幅に南方の入山峠越えルートを採ることになり、1966年7月14日工事着工、1971年10月30日工事終了、同年11月11日に開通した。事業費は、35億1,000万円。
当初は日本道路公団の有料道路だったが、開通から30年の料金徴収期間が満了した2001年11月11日午前0時に無料開放された。この間、総事業費およそ95億円のうち約53億円が償還された。
2016年1月15日、安中市側から数えて43番目のカーブで大型バスが対向車線側のガードレールを突き破って道路脇に転落し、乗員・乗客41人全員が死傷する事故が発生した。

## 交通量
2005年度平日24時間交通量（台）
- 安中市松井田町入山字暮井 : 9,896

## 無料化直前の通行料金
- 普通自動車：210円
- 小型自動車：150円
- 集合型自動車
  - 路線：360円
  - その他：630円
- 大型特殊自動車：630円
- 小型二輪自動車・軽自動車・小型特殊自動車：50円
- 原動機付き自転車・軽車両・自転車：30円[11]

## 交差する道路
- 群馬県道・長野県道92号松井田軽井沢線
- 群馬県道・長野県道43号下仁田軽井沢線